# Yogev Dagan
Yogev Dagen (19 agosto 2007) è un nuotatore artistico israeliano.

## Palmarès
- Europei

Funchal 2025: bronzo nella gara a squadre programma libero

### Coppa del Mondo
- 1 podio:
  - 1 terzo posto (1 nella gara a squadre)